# Barbados en los Juegos Olímpicos de Múnich 1972
Barbados estuvo representado en los Juegos Olímpicos de Múnich 1972 por un total de 13 deportistas, 8 hombres y 5 mujeres, que compitieron en 4 deportes.
El portador de la bandera en la ceremonia de apertura fue el halterófilo Anthony Phillips. El equipo olímpico barbadense no obtuvo ninguna medalla en estos Juegos.